# Штуден
Штуден (нем. Studen) — коммуна в Швейцарии, в кантоне Берн.
До 2009 года входила в состав округа Нидау, с 2010 года входит в округ Зеланд. Население составляет 2657 человек (на 1 января 2007 года). Официальный код — 0749.